# Escamp
Escamp è uno stadsdeel della città di L'Aia, nei Paesi Bassi. Questa zona è stata costruita nel XV secolo.

## Quartieri nello stadsdeel di Escamp

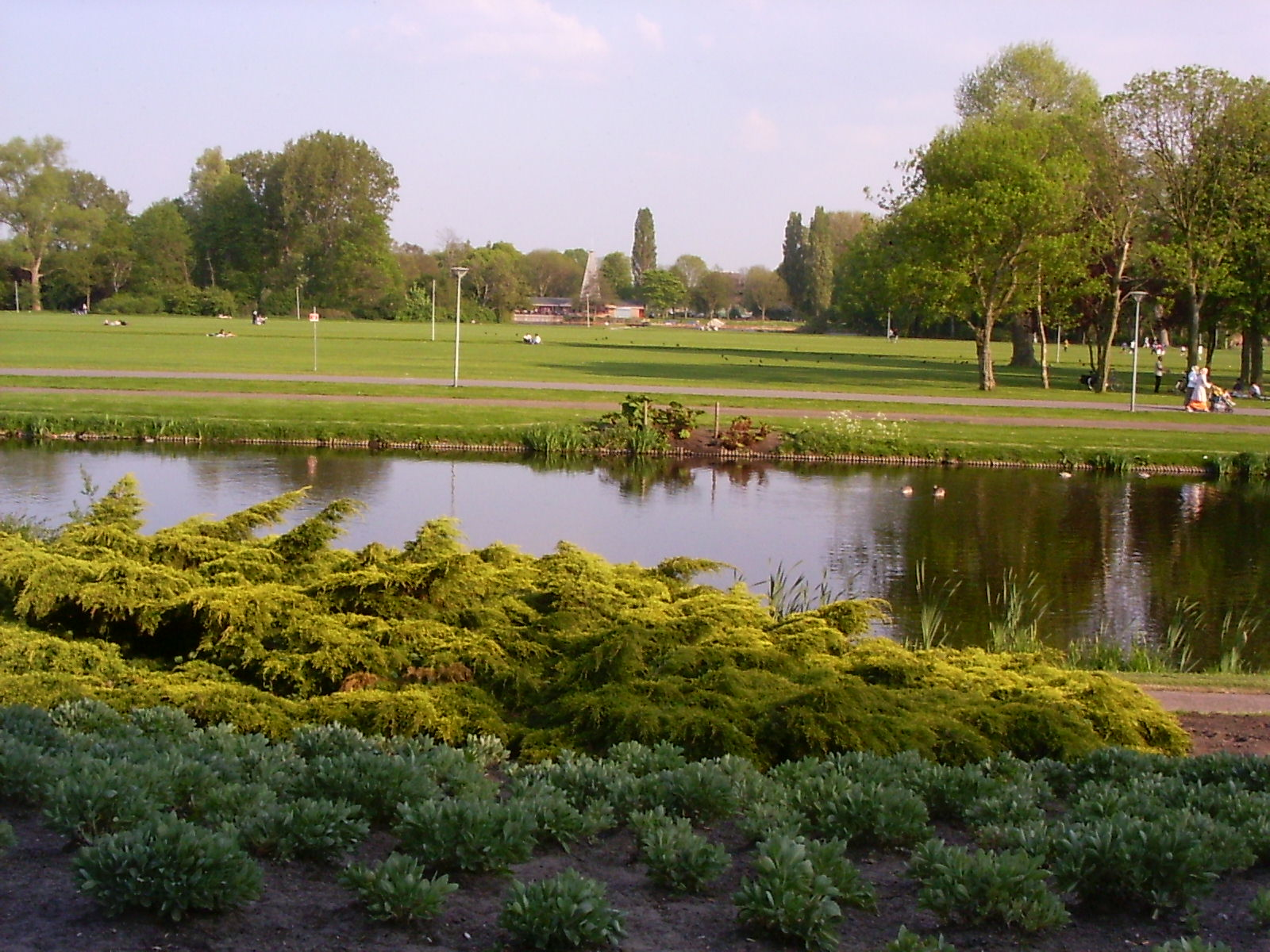
Visuale di Zuiderpark, il quartiere parco.

I quartieri di Escamp sono 8:
- - Bouwlust
  - Vrederust
  - Leyenburg
  - Moerwijk
  - Zuiderpark
  - Morgenstond
  - Rustenburg/Oostbroek
  - Wateringse Veld